# 프레스티지 레코드
프레스티지 레코드(Prestige Records)는 1949년 뉴욕시에서 프로듀서 밥 와인스톡에 의해 설립된 재즈 레코드 회사이다. 당시 주도적인 재즈 음악가들 다수에 의해 수백 장의 음반을 레코드하였으며 종종 자회사들에 의해 발행되기도 했다. 1971년, 이 기업은 판타지에 인수되었고 이후 나중에 콘코드에 흡수되었다.